# جاستن غينتل
جاستن غينتل (بالإنجليزية: Justin Gentle)‏ هو لاعب كرة قدم بريطاني، ولد في 6 يونيو 1974 في Enfield, London ‏ في المملكة المتحدة. لعب مع بوريهام وود إف سي وكولتشستر يونايتد ونادي إنفيلد ونادي لوتون تاون.